# Старе кинеске кованице
Древни кинески новац један је од најстаријих облика кованог новца на свету. Округле кованице са четвртастом рупом биле су у оптицају више од 2000 година и увелико утицале на поједине државе и подручја у Азији. Тако се развио новчани систем „оријенталних“ обележја.
Развој новца у Кини има пар главних фаза. Прво је период пре династије Ћин, потом период од династије Ћин до династије Танг и од династије Танг до династије Ћинг. Пре појаве новца људи су трговали разменом робе, на пример, једна овца мењала се за врећу пиринча. 

## Новац без натписа коришћен за трампу
Порекло кинеског новца је шкољка. Пре 3-4 хиљаде година древни Кинези су користили скупоцене морске шкољке уместо новца. Најраније шкољке нису биле новац, већ врста украса, као што су данас огрлице или наруквице. Но, због величине и финог изгледа, светле боје, фине текстуре, чврстине, мале тежине и пошто су биле погодне за ношење и бројање, шкољке су биле коришћене као новац и при крају неолита. Новац од шкољки је врста робног новца који је трајао најдуже. Јединица је „пенг“ (на кинеском језику 朋 значи пријатељ). Облик овог кинеског знака су два грозда шкољки.

На крају династије Шанг (од 1675. до 1029. п. н. е.), како се трговина све више развијала, понестало је шкољки па тако су се појавили и други облици новца који су могли бити израђени од керамике, камена, кости, жада итд. На крају династије Шанг, новац се почео правити од бакра. Тиме је дошла фаза пре периода Пролећа и јесени. 
Примитивни метални „новац“ за трампу на простору древне Кине није имао натписе и служио је као нека врста украса. Према историјским записима, овај новац био је округлог облика, али у виду наруквица или прстења. Он је претеча округлих кованица са рупом у средини.
У периоду Пролећа и јесени, појавиле су се бронзане кованице у облику лопатице, ножа и круга, што су били тадашњи пољопривредни алати. Истовремено, било је и неколико облика тих кованица јер је тада у Кини постојало неколико држава, а међу којима су често избијали ратови. Дакле, објекти који су коришћени за трампу су, на првом месту, биле лопатице и ножеви, а затим и звона, таблице, главе стрела итд. Лопатице и ножеви били су значајни за становништво због њихове употребне вредности — за обрађивање земље, за лов, за урезивање натписа. Временом, овим објектима призната је вредност за трампу. Лопатице и ножеви су се користили у периоду династије Џоу, до отприлике 256. године п. н. е.

## Новац са натписом
Почетак производње округлих кованица са натписом везује се за крај династије Џоу, од III века п. н. е. Ове кованице биле су прављене од бакра и бронзе, мале, и имале су округле или квадратне рупе у средини (да се нанижу на конац и тако носе). Старији примерци имали су округле рупе. Сви новчићи израђивани су помоћу калупа.
Када је цар Ћин Ши Хуанг ујединио Кину (221. п. н. е.), он није само ујединио кинески језик, него и поједностављени новац. Округле кованице са четвртастом рупом, које су се до тада користиле у држави Ћин, почеле су се употребљавати у целој Кини. Кованице су носиле назив ban liang (бан лианг), што значи „пола лианга“ (Кинески:半兩; пинјин: bàn liǎng). Лианг је стара кинеска мера. Било је забрањено користити било који новац осим бан лианг-а, који је представљао стандардни новац новонасталог царства Ћин. Исписани знакови на њима данас имају велику археолошку вредност.
Династија Ћин трајала је од 221. до 206. п. н. е. Након ове династије на власт долази династија Хан. У доба династије Западни Хан новчани систем био је веома развијен. Владари су дали дозволу да становници сами могу да праве новац. Међутим, није било стандарда, па су тако настале кованице различите величине и тежине. Било је покушаја да се направе и ставе у оптицај нове кованице које је требало да постану стандардне, али без успеха. Затим је ковање новца било у надлежности приватних предузећа, али се и то морало забранити јер је било доста кривотворења.
Cтворен је 118. п. н. е. wu zhu (ву џу) новац, који постаје стандардни новац династије Хан. Након тога ву џу није замењиван, иако се и даље у великој мери кривотворио новац. После династије Хан, натпис за ву џу и даље остаје у оптицају у новим државама, до отприлике 618. године н. е. Ву џу кованице имале су натпис само на предњој страни. Буквално значење је „пет џуа“ (Кинески: 五銖; пинјин: wǔ zhū).
Године 9. н. е, престо је узурпирао Ванг Манг и основао династију Сјин. Овај владар увео је реформе у новчани сиcтем: задржао је ву џу и оживео старе кованице у облику ножева (у погоднијем облику од застарелих). Дршка ножа била је у облику стандардне округле кованице, а оштрица је била спојена са дршком. На предњој страни били су натписи „пет стотина“ (Кинески: 契刀五百; пинјин: qì dāo wǔbǎi) и „једнак према пет хиљада“ (Кинески: 一刀平五千; пинјин: yīdāo píng wǔqiān). Те кованице су биле једноставног и лепог изгледа, али су кратко потрајале.
Крајем династије Хан, 25-220. н. е. и током периода Три краљевства, до отприлике 262. н. е. користиле су се кованице сличне ву џуу. Постојало је неколико варијанти кованица, али за све је било карактеристично то да су имале натпис само на предњој страни.
У периоду Јужних и Северних династија донета је одлука да се на обе стране кованица стави натпис. Ово је трајало од 454. до 500. године, када је та пракса укинута због великог броја кривотворина и онда су враћене кованице са натписом на само једној страни.
Што се ву џу новца тиче, остао је у употреби до краја династије Суеј и почетка династије Танг, 618. године.
Цар Гаозу из династије Танг укинуо је 621. године кованице ву џу и наредио да се праве нове кованице, тзв. каи јуен тонг бао (Кинески: 開元通寶; пинјин: kāiyuán tōng bǎo). Натпис на овим кованицама био је урађен у модерним коцкастим карактерима, насупрот древном писму на претходним верзијама кованица. У периоду династије Танг на новац се додаје и име владајућег цара. Варијације тонг бао новца су се користиле до краја династије Ћинг.

## Пропадање старих кованица
Почетак производње нових кованица почиње 1890. у Кантону (провинција Гуангдонг), и то сребрног новца, а 1900. и бакарног. Нису се више користили калупи већ модерна машинерија. Почетком 20. века појава модерних кованица без рупе потиснула је из употребе стари новац. Постојеће залихе нису се званично користиле ни обнављале. Током Првог светског рата порасла је цена бакра на тржишту, што је довело до тога да се у Кини сакупљају и топе стари бакарни новчићи.

## Значај старих кованица
Округле кованице са четвртастом рупом су се употребљавале у целој Кини око две хиљаде година (од 221. год. п. н. е. до 1912. године), од династије Ћин све до последње феудалне династије у Кини, односно династије Ћинг. Овај облик и данас представља симбол среће и богатства, и често се види на плочама банака у Кини. Облик ове кованице је округао с четвртастом рупом унутар, што се одражава стари кинески поглед на свет у којем је небо округло, а земља четвртаста. С друге стране, овај облик одражава владајућу филозофију кинеских царева. Круг представља толеранцију, док квадрат унутар представља правило. Заједно, овај облик значи да владар народа мора имати добре намере, а истовремено ојачати централизовани политички систем. Ова филозофија у свакодневном животу значи: „Будите строги према себи, а толерантни према другима“.
На новцу сваке династије налазе се јединствене карактеристике, које нам дају информације о уметности, култури, друштвеном и политичком уређењу одређеног периода, па стога данас древни кинески новац достиже високу вредност међу колекционарима.
Старе кинеске кованице су коришћене и као амајлије. Занимљива је амајлија у облику мача од новчића. Око једне или две гвоздене шипке су се причвршћивали новчићи помоћу конца, канапа или жице. За мач је на незатегнутом канапу било причвршћено још неколико новчића. Када се стави изнад колевке новорођенчета, мач има за циљ да штити дете од злих духова, тоузигуи.